# Ernest Mandelfonds
Het Ernest Mandelfonds is een Belgisch cultureel netwerk gelieerd aan de Stroming voor een Antikapitalistisch Project (SAP).